# ویکتور ماماتوف
ویکتور ماماتوف (روسی: Виктор Фёдорович Маматов؛ زادهٔ ۲۱ ژوئیهٔ ۱۹۳۷) ورزشکار دوگانه اهل اتحاد جماهیر شوروی سوسیالیستی است.وی برنده یک مدال طلا در المپیک زمستانی ساپورو است.